# Джубга
Джубга (адиг. Жьыбгъэ, трансліт. Źybġə) — селище міського типу (курортне селище) в Туапсинському районі Краснодарського краю. Населення — 5,2 тис. осіб (2002).
Селище Джубга розташоване на узбережжі Джубзької бухти Чорного моря в гирлі річки Джубга, за 57 км на північний захід від Туапсе. Від Краснодару до Джубги через Адигейськ, Гарячий Ключ і перевали Західного Кавказу веде автотраса М4 протяжністю 108 км. Оскільки це найближче до крайового центру курортне селище на узбережжі, Джубга дуже популярна серед його мешканців, які бажають провести вихідні на морі. Пляж у Джубзі пісок та рінь. Є автокемпінги, автотурбази.

## Історія
- Станиця Джубзька заснована у 1864 році після виселення корінних мешканців — шапсугів, була штаб-квартирою Шапсугського берегового батальйону. Станиця містилася за 2 км від гирла річки на місці сучасного мікрорайону Станиця
- У 1870 році у зв'язку з ліквідацією Шапсузького батальйону станиця Джубзька перейменована в село Джубга, пізніше — селище
- 13 липня 1966 року селу Джубга привласнений новий статус курортного селища

## Адміністративний поділ
До складу Джубзького міського поселення крім селища Джубга входять також:
- село Дефанівка (2 043 чол.)
- село Бжид (711 чол.)
- село Гірське (459 чол.)
- село Молдаванівка (754 чол.)
- хутір Полковничий (65 чол.)

## Населення
Населення всього джубзького поселення (станом на 1999) 9 220 осіб.

## Відомі люди
- Катя Огоньок (справжнє ім'я Христина Євгенівна Пенхасова; 1977—2007) — російська співачка.